# Francisco López de Gómara
Francisco López de Gómara (Gómara, Sòria, 1511 – Gómara, 1564) fou un eclesiàstic i historiador espanyol que destacà com a cronista de la conquesta espanyola de l'Imperi Asteca, tot i que mai travessà l'Atlàntic per anar a Amèrica.

## Biografia
Estudià a Alcalá de Henares, sent ordenat sacerdot posteriorment. Visqué a Roma, i en tornar, vers el 1540, va conèixer Hernán Cortés, quedant-se a casa seva com a capellà. Se sap que va acompanyar Cortés en una expedició a Algèria. En morir Cortés se'l situa a Valladolid el 1556 o 1557.
Malgrat no acompanyar els conquistadors a Amèrica va narrar l'expedició realitzada per Hernán Cortés per conquerir l'Imperi Asteca a l'Historia general de les Índies. L'escriptor Inca Garcilaso de la Vega emprà el llibre de Gomara per ajudar-se a redactar els seus "Comentaris Reals dels Inques". Francisco Cervantes de Salazar, copià molt de Gómara per fer la seva "Crònica de la Nova Espanya". Per altra banda, Bernal Díaz del Castillo, que havia estat soldat en les expedicions i en la conquesta el criticà a la seva Història veritable de la conquesta de Nova Espanya, sobretot per no haver estat a Amèrica i lloar Cortés sense donar importància a la resta d'implicats. Fra Bartolomé de las Casas detestà el llibre per la "glorificació" cap a Hernán Cortés, igual com la corona espanyola.

## Obres
- Historia general de las Indias.[1]
- Historia de la conquista de México
- Crónica de los Barbarrojas
- Anales de Carlos V
- Vida de Hernán Cortés